# Stephen Wasteneys
Stephen Wasteneys es un deportista canadiense que compitió en piragüismo en la modalidad de aguas tranquilas. Ganó dos medallas en los Juegos Panamericanos de 1987.

## Palmarés internacional
| Juegos Panamericanos | Juegos Panamericanos          | Juegos Panamericanos | Juegos Panamericanos |
| Año                  | Lugar                         | Medalla              | Competición          |
| -------------------- | ----------------------------- | -------------------- | -------------------- |
| 1987                 | Indianápolis (Estados Unidos) | Medalla de plata     | C1 500 m             |
| 1987                 | Indianápolis (Estados Unidos) | Medalla de bronce    | C1 1000 m            |